# Elena Andrieș
Elena Andrieș (* 21. September 1994) ist eine rumänische Gewichtheberin.

## Karriere
Andrieș belegte bei den Europameisterschaften 2009 den siebten Platz in der Klasse bis 48 kg. 2011 wurde sie Junioreneuropameisterin. Bei den Europameisterschaften 2012 erreichte sie den vierten Platz. 2013 wurde sie bei den Europameisterschaften Dritte. Allerdings war ihr Dopingtest positiv auf Stanozolol und sie wurde für zwei Jahre gesperrt.